# Erol Keskin
 (octobre 2016).
Si vous disposez d'ouvrages ou d'articles de référence ou si vous connaissez des sites web de qualité traitant du thème abordé ici, merci de compléter l'article en donnant les références utiles à sa vérifiabilité et en les liant à la section « Notes et références ».
Erol Keskin est un footballeur turc, né le 2 mars 1927 à Constantinople et mort le 1er octobre 2016 dans la même ville.

## Biographie
En tant qu'attaquant, Erol Keskin est international turc à 16 reprises (1948-1954) avec l'équipe A pour 2 buts.
Sa première sélection a lieu à Athènes, le 23 avril 1948, contre la Grèce, qui se solde par une victoire turque (3-1). 
Il participe aux Jeux olympiques 1948, où il joue les deux matchs (Taïwan et Yougoslavie), sans marquer le moindre but. La Turquie est éliminée en quarts de finale par la Yougoslavie.
Son premier but avec la sélection a lieu dans le cadre des éliminatoires de la Coupe du monde de football 1950, contre la Syrie, qui se solde par une large victoire (7-0, but d'Erol Keskin à la 67e minute).
Il participe à la Coupe du monde de football 1954, en Suisse. Il joue tous les matchs et inscrit un but à la 76e minute contre la Corée du Sud, pour une large victoire (7-0). Sa dernière sélection a lieu lors du match d'appui contre la RFA, qui se conclut par une défaite turque (7-2).
Il joue à Fenerbahçe SK et à Adanaspor AŞ.